# Ramona (Kalifornien)
Ramona ist ein census-designated place (CDP) im San Diego County im US-Bundesstaat Kalifornien. Das U.S. Census Bureau hat bei der Volkszählung 2020 eine Einwohnerzahl von 21.468 ermittelt. Das Ortsgebiet hat eine Größe von 39,6 km². Ursprünglich hieß der Ort Nuevo. Er befindet sich an der Kreuzung der California State Route 67 mit der California State Route 78.

## Söhne und Töchter des Ortes
- Dave Cripe (* 1951), Baseballspieler[2]
- John Hopkins (* 1983), Motorradrennfahrer
- Courtney Goodson (* 1990), Fußballspielerin
- Gwendalyn Gibson (* 1999), Mountainbikerin